# IPhone女孩
手机女孩（又名iPhone女孩）是富士康在中国深圳工厂生产苹果公司iPhone 3G手机的员工。这个女孩出名是因为MacRumors论坛一个用户名为markm49uk的会员发布有关这个女孩的照片。markm49uk来自英国赫尔河畔金斯顿，他发现他从手机仓库（Carphone Warehouse）买的由富士康深圳工厂生产的一部iphone手机中有这个女孩的很多照片。2008年8月20日，他把这些照片发布到论坛上，数小时内这些图片在全球传开了。

## 不断增长的关注
在线社区对这个女孩的关注急速上升，国内外都已经有专门为她建立的网站。富士康的一名负责人否认女孩被开除的消息。

## 争议
一位富士康发言人称这个有趣的事件为“一个美丽的过失”。
越来越多的人也关注这个女孩的年龄问题。
2008年8月25日下午，有记者前往富士康位于深圳观澜园的厂区寻找这个女孩。在质检部门记者大约询问了60多名工人，但没有一个人表示认识或者见过这名女孩。 
网络推手立二认为：这是一次完美的策划推广。
9月5日，一个叫Ebuzzing的网络口碑工作室在天涯社区爆料，该事件是他们为富士康操作，并公布了部分与富士康工作人员的QQ聊天记录。

## 反应
8月20日之后，这个事件在全球主流媒体中快速传播。南华早报报道中称：
|  | 这个不知名的员工开始出名（她不出所料地变成了Digg点击以及狗仔队跟踪的对象），她对别人叫她iPhone女孩感到抓狂。她只是从遥远的家乡到这个城市打工的年轻女孩，从来没遇到过这种情况。她已经害怕媒体，现在只想辞职回家，远离这一切。我们让她下班好休息一下。 |